# Городоцький загальнозоологічний заказник
Городо́цький зака́зник — загальнозоологічний заказник місцевого значення в Україні. Об'єкт розташований на території Маневицького району Волинської області, ДП «Городоцьке ЛГ» Городоцьке лісництво, кв. 8, вид. 10–29; кв. 9, вид. 19, 19, 21, 31; кв. 11, вид. 1–11; кв. 12, вид. 6–13; кв. 13, вид. 20–27,  
Площа — 234,1 га, статус отриманий у 1991 році.
Охороняється ділянка лісу, де зростають сосна звичайна, береза повисла, вільха чорна, осика, у підліску - крушина ламка, бузина чорна, бруслина бородавчаста, горобина звичайна. У трав'яному покриві ростуть лікарські рослини: кропива дводомна, багно звичайне, ситник розлогий та ягоди: журавлина болотна, чорниця, буяхи. 
З представників фауни у заказнику мешкають лось, свиня дика, сарна європейська, куниця лісова, лисиця звичайна, заєць сірий, борсук європейський, вивірка звичайна, їжак білочеревий, багато мурашників рудих лісових мурах. Трапляються рідкісні види, занесені до Червоної книги України та міжнародних природоохоронних переліків: тетерук, орябок, журавель сірий, видра річкова.

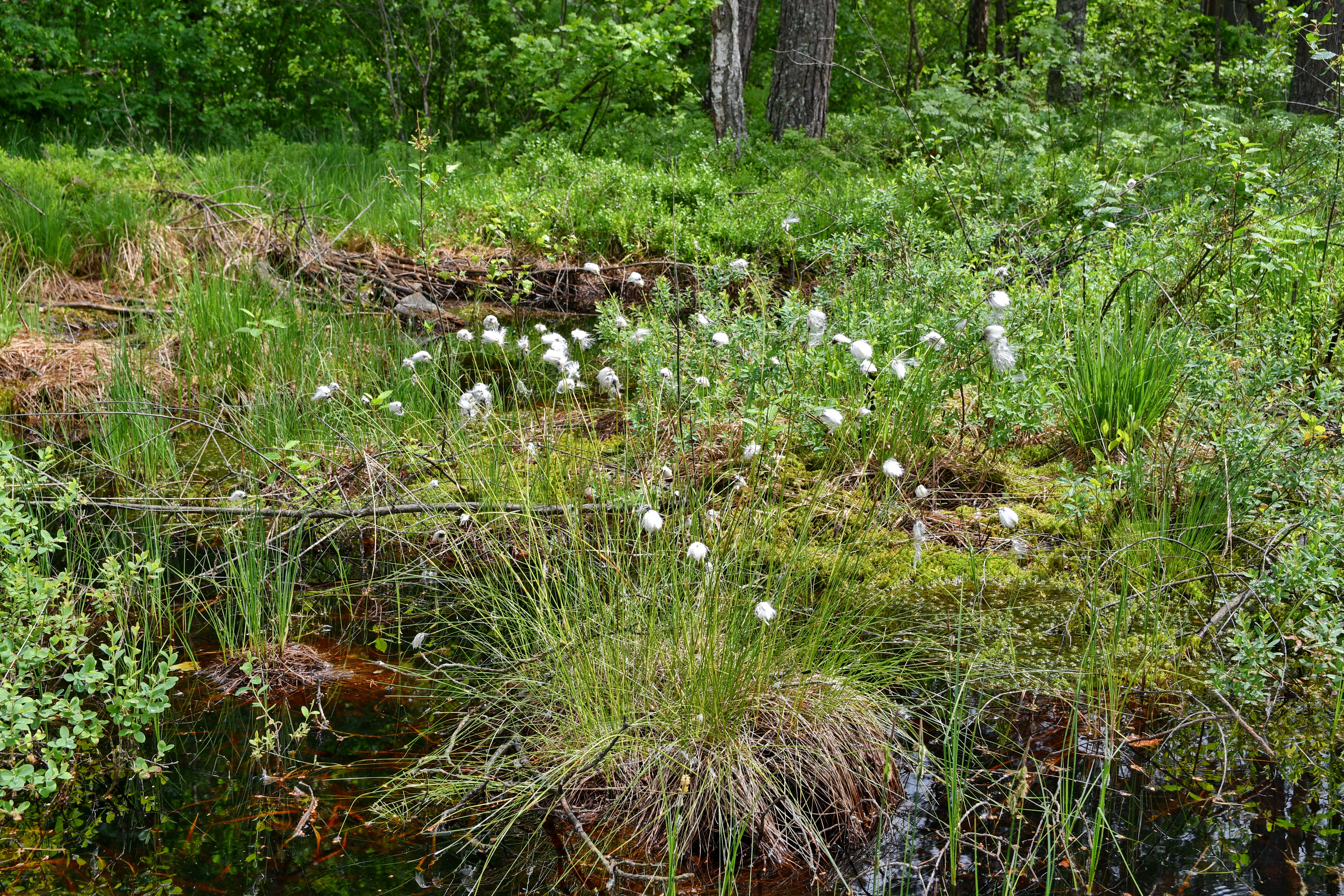
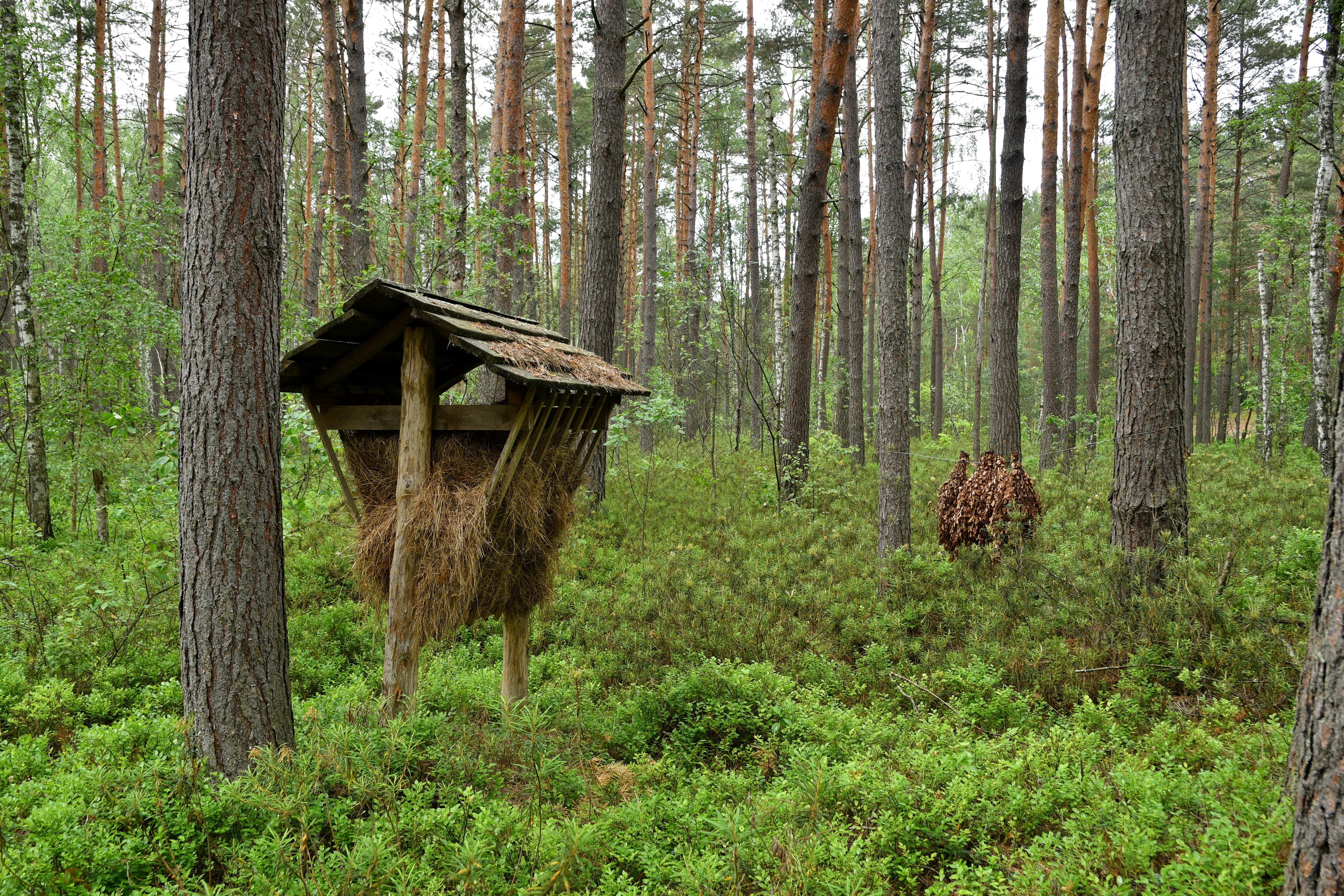
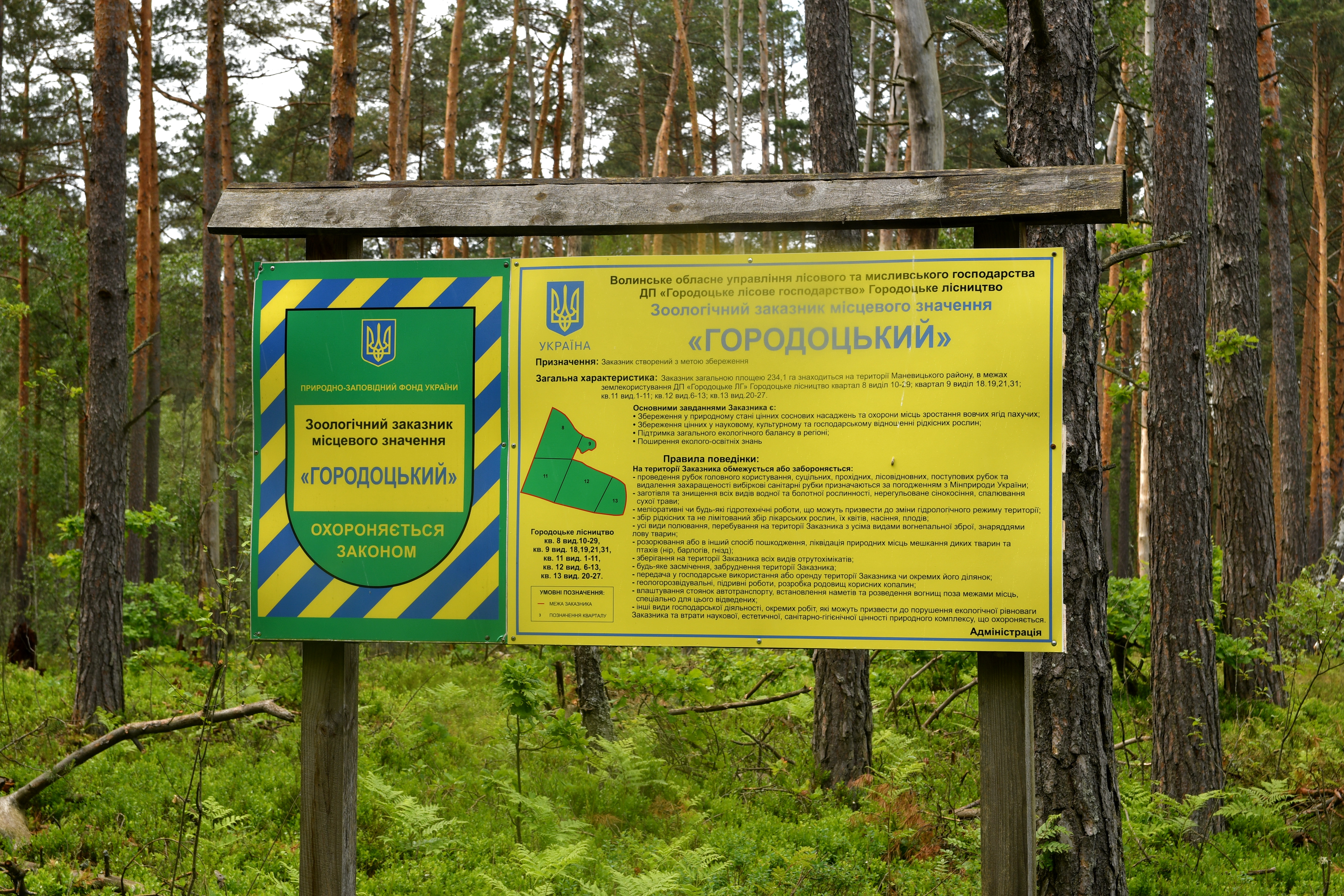
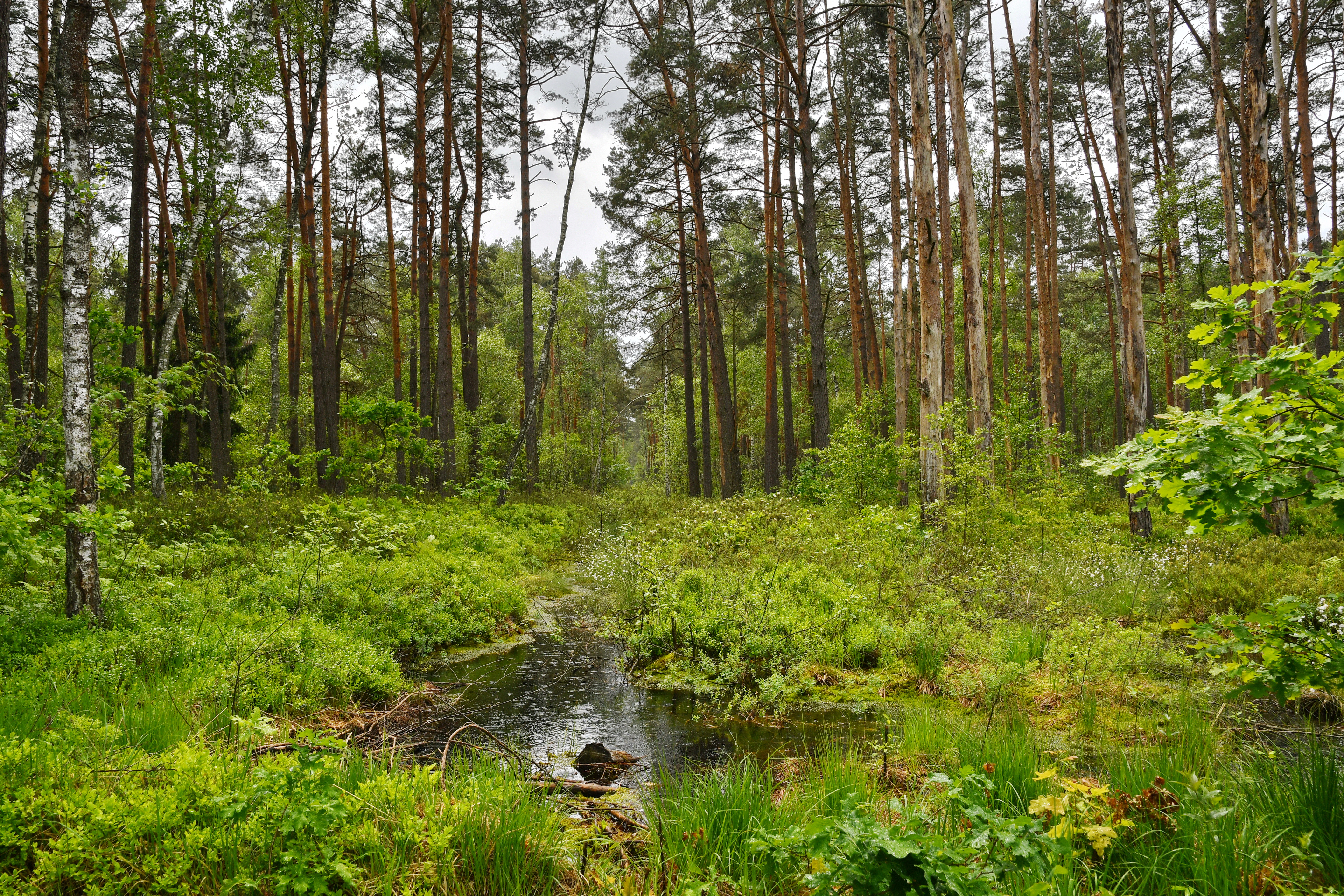